# Тракс, Дуан
Дуан Тракс (англ. Duane Trucks; род. 28 декабря 1988, Джэксонвилл) — американский музыкант и барабанщик.

## Биография
Дуан Тракс родился 28 сентября 1988 года в городе Джэксонвилл штат Флорида. С трёх лет учился играть на барабанах.
В 2000 году он присоединяется к коллективу The Quark Alliance. В 2010 году Дуан Тракс и A. J. Ghent основатели группу Flannel Church. В 2013 коллектив принимал участие в музыкальном фестивале Wanee Music Festival.
В 2013 Дуан присоединяется к группе Hard Working Americans состоящей из Дэйва, Тодда Снайдера и Нила Казала. В конце 2014 года к группе присоединился Нэнс, том же году Нэнс на время покинул группу для решений своих проблем. До февраля он неофициально был членом коллектива.

## Личная жизнь
Дуан Тракс женат на Кэмерон Херринг, дочери известного музыканта Джимма Херринга.